# Martin Goodman (Historiker)
Martin David Goodman (geboren 1. August 1953 in London) ist ein britischer Historiker und Judaist.

## Leben
Martin Goodman studierte klassische Sprachen und Geschichte am Trinity College in Oxford.  Er wurde 1980 mit der Dissertation State and society in Roman Galilee, AD 132–212 promoviert. Goodman spezialisierte sich auf die Geschichte der Juden im Römischen Reich. Er wurde zudem 2010 zum Doctor of Letters (DLitt) promoviert.
Ab 1976 war er Lecturer in Alter Geschichte an der University of Birmingham und wechselte 1986 als Fellow an das Wolfson College, Oxford. 1996 wurde er zum Professor für Jewish Studies an der Universität Oxford ernannt. Von 2014 bis 2018 war Goodman Vorsitzender des Oxford Centre for Hebrew and Jewish Studies.
Goodman war Herausgeber des Journal of Roman Studies und des Journal of Jewish Studies. Er ist Mitglied der British Association for Jewish Studies und für eine Zeit ihr Vorsitzender.
Goodman wurde 1996 zum Fellow der British Academy (FBA) gewählt. Seit 2010 ist er honorary Fellow des Trinity College, Oxford.

## Schriften (Auswahl)
- The Ruling Class of Judaea: The Origins of the Jewish Revolt Against Rome, A.D. 66–70 , Cambridge, 1987, ISBN 0-521-44782-8
- mit Geza Vermes (Hrsg.): The Essenes According to the Classical Sources. Sheffield : JSOT Press, 1990, ISBN 1-85075-139-0
- Mission and Conversion: Proselytizing in the Religious History of the Roman Empire. Oxford, 1994, ISBN 0-19-814941-7
- The Roman world 44 BC–AD 180. Routledge History of the Ancient World.  London : Routledge, 1997, ISBN 0-415-04970-9
- (Hrsg.): Jews in a Graeco-Roman World. Oxford, 1998, ISBN 0-19-815078-4
- (Mhrsg.): Apologetics in the Roman Empire: Pagans, Jews and Christians. Oxford, 1999, ISBN 0-19-826986-2
- State and Society in Roman Galilee AD 132–212. 2nd edition, London 2000, ISBN 0-85303-380-3
- (Hrsg.): Oxford Handbook of Jewish Studies, Oxford, 2002, ISBN 0-19-829996-6
- Judaism in the Roman World, collected essays. Leiden, 2007, ISBN 978-90-04-15309-7
- Rome and Jerusalem: The Clash of Ancient Civilizations. New York, 2007, ISBN 0-375-41185-2
- (Mhrsg.): Rabbinic Texts and the History of Late Roman Palestine. Oxford, 2010, ISBN 978-0-19-726474-4
- A History of Judaism. Princeton University Press, 2018, ISBN 978-0-691-18127-1
- Die Geschichte des Judentums. Glaube, Kult, Gesellschaft. Klett-Cotta, Stuttgart 2020, ISBN 978-3-608-96469-1